# Lun Bawang
Lu Bawang é um grupo étnico encontrado em Bornéu Central. São indígenas das terras altas de Kalimantan Oriental (Nunukan, Malinau), Brunei (Temburong), sudoeste de Sabá (Interior) e região norte de Sarawak (Limbang). No estado Sarawak da Malásia, os Lun Bawang (através do termo Murut) foram oficialmente reconhecidos pela Constituição como nativos de Sarawak e foram categorizados como povo Orang Ulu, enquanto que nos estados vizinhos de Sabá e Nunukan eles são conhecidos como Lundayeh ou Lun Dayeh. Em Brunei, eles também foram reconhecidos por lei como 1 dos 7 povos nativos de Brunei, através do termo Murut. Em nível regional, os povos Lun Bawang se identificam entre eles usando vários nomes, por exemplo Lun Lod, Lun Baa' e Lun Tana Luun.
Lun Bawang são tradicionalmente agricultores e pecuaristas, criando porcos, búfalos e aves. Também são conhecidos pelas suas habilidades de caça e pesca.